# Willy Weyres
Willy Weyres (* 31. Dezember 1903 in Oberhausen; † 18. Mai 1989 in Aachen) war ein deutscher Architekt und Hochschullehrer. Er war von 1944 bis 1972 Kölner Dombaumeister, über zehn Jahre Diözesanbaumeister für das Erzbistum Köln sowie von 1955 bis zu seiner Emeritierung 1972 ordentlicher Professor für Baugeschichte und Denkmalpflege an der RWTH Aachen. Unter seiner Leitung wurde der Kölner Dom nach dem Zweiten Weltkrieg wiederhergestellt und weiterentwickelt.

## Leben
Willy Weyres studierte zunächst von 1922 bis 1924 Theologie und Kunstgeschichte an der Universität Bonn. Zu seinen Lehrern gehörten Wilhelm Neuß, Wilhelm Worringer, Heribert Reiners und Paul Clemen. Vor allem letzterer überzeugte ihn zum Architekturstudium, woraufhin Weyres 1924 an die Rheinisch Westfälische Technische Hochschule in Aachen wechselte, wo Hans Karlinger zu seinen Lehrern gehörte. Karlingers Verständnis von moderner Kunst und der Vereinbarkeit von „alter“ und moderner Kunst gilt als prägend für Weyres’ weiteren Weg.
Nach Abschluss des Architekturstudiums 1928 belegte Weyres ein Semester Glasmalerei an den Kölner Werkschulen bei Jan Thorn-Prikker. Es folgten von 1930 bis 1932 Zwischenstationen als wissenschaftlicher Mitarbeiter und Architekt beim Provinzialkonservator und von 1932 bis 1935 eine Tätigkeit als freischaffender Architekt mit dem Schwerpunkt Denkmalpflege. Er restaurierte die Stiftskirche in Münstermaifeld, das Quirinus-Münster in Neuss sowie den Limburger Dom. Von 1935 bis 1939 nahm er für das Bistum Limburg die Aufgabe des Diözesanbaurates wahr.
Seit 1940 war Weyres im Auftrag des Provinzialkonservators für den Schutz des Kunstwerke im Rheinland verantwortlich. Seine Aufgabe war die Sicherung von Kunstwerken an Baudenkmälern sowie die Auslagerung und sichere Bergung von beweglichen Kunstgegenständen. Im November 1944 wurde er zum kommissarischen Dombaumeister ernannt und war von dieser Zeit an verantwortlich für den bereits stark beschädigten Kölner Dom. Dazu gehörte, nach jedem Bombenangriff zügig entsprechende Sicherungsmaßnahmen für das Gebäude zu ergreifen. Noch vor Kriegsende, am 13. April 1945, begann Weyres mit den Instandsetzungsarbeiten am Dom. Kurz darauf übernahm er offiziell das Amt des Dombaumeisters, das er bis 1972 innehatte.
1948 wurde Weyres von der Rheinisch-Westfälischen Technischen Hochschule Aachen mit einer Arbeit über den Westbau der Stiftskirche St. Viktor in Xanten zum Dr.-Ing. promoviert.
Bereits 1945 war Weyres auch als Kölner Diözesanbaumeister bestellt worden und damit bis 1955 verantwortlich für den Wiederaufbau der rund 200 zerstörten Kirchen im Erzbistum sowie rund 25 Neubauten.

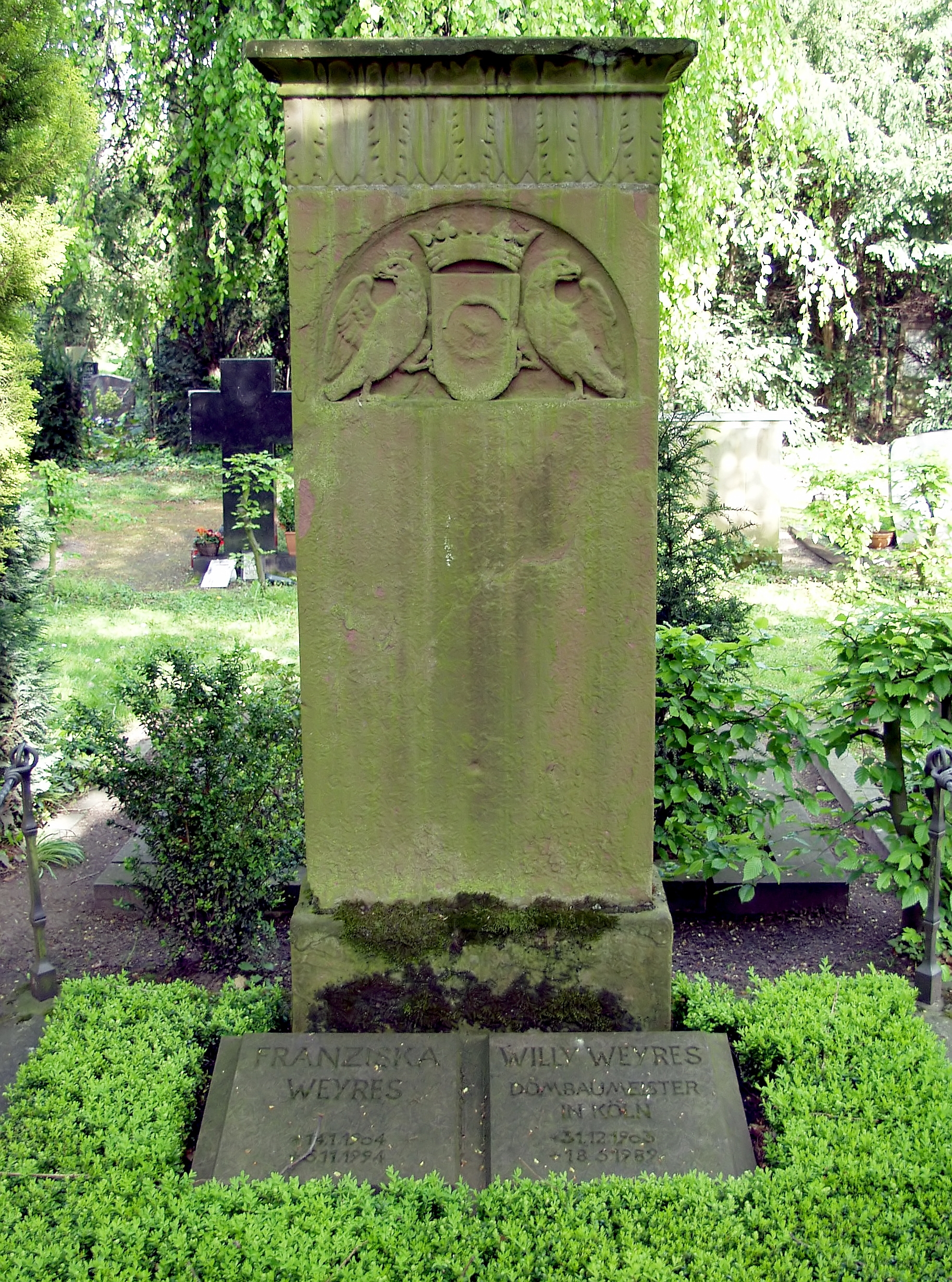
Grabstätte auf dem Melaten-Friedhof in Köln

1955 wurde Willy Weyres als ordentlicher Professor auf den Lehrstuhl für Baugeschichte und Denkmalpflege der RWTH Aachen berufen. Im Mittelpunkt seiner Forschung stand neben der mittelalterlichen Baukunst die Architektur des 19. Jahrhunderts, zu der er eine umfassende Arbeit verfasste und zahlreiche Dissertationen betreute. Sein Nachfolger auf dem Lehrstuhl für Baugeschichte und Denkmalpflege war Günter Urban. Auch als Emeritus betreute Weyres bis zu seinem Tode weiterhin Doktoranden.
Nach seiner Emeritierung und dem Rücktritt als Dombaumeister 1972 begleitete Weyres weiterhin wissenschaftlich die archäologischen Ausgrabungen unter dem Kölner Dom, die er seit 1963 geleitet hatte. Im Jahr 1988 veröffentlichte er das umfangreiche Werk Die vorgotischen Bischofskirchen unter dem Kölner Dom zur Frühgeschichte der Kathedrale.
Weyres starb am 18. Mai 1989 in Aachen.

## Werk

### Selbständiger Architekt und Denkmalpfleger
Als junger Architekt mit dem Schwerpunkt Denkmalpflege war Weyres in den 1930er Jahren vor allem mit der Instandsetzung zahlreicher Kirchen im Rheinland und der Eifel beschäftigt. Bei der Instandsetzung der Stiftskirche in Münstermaifeld wurden Wandmalereien aus dem 13. bis 15. Jahrhundert freigelegt, es folgten weitere Instandsetzungen, aber auch Erweiterungen, Ausmalungen von Innenräumen oder die Gestaltung von Kirchenfenstern.
Im Jahr 1937 entstand nach Entwürfen von Willy Weyres einer der wenigen Kirchenneubauten dieser Zeit in dem Eifeldorf Rinnen bei Kall.

### Dombaumeister in der Zeit des Wiederaufbaus
Zum Ende des Krieges war Weyresʼ größte Aufgabe die Wiederherstellung des Kölner Domes, der im Zweiten Weltkrieg erhebliche Schäden davongetragen hatte, auch wenn er in der großflächig zerstörten Stadt vergleichsweise unbeschädigt wirkte. Zahlreiche Bomben waren in den Dachstühlen eingeschlagen, 12 Gewölbe waren eingestürzt oder stark beschädigt, Maßwerke der Fenster zerstört, die Bleideckung des Daches fast vollständig weggerissen, der Vierungsturm beschädigt und die alte Orgel vollständig zerstört. Der Westteil war deutlich schwerer beschädigt als der ältere Ostteil mit dem Binnenchor.
Unter Weyresʼ Leitung wurden zunächst die Dächer neu gedeckt, wobei die Materialbeschaffung mit Hilfe eines amerikanischen Kunstschutzoffiziers gelang. Eine frühe Rettungsmaßnahme galt auch dem südlichen Querhaus, dessen Südwestecke durch einen Bombeneinschlag schwere Schäden davongetragen hatte. Weyres und seinen Mitarbeitern gelang es, den Ostteil des Domes – Chorumgang, Querhäuser und die zwei östlichen Joche des Langhauses – bis zur 700-Jahr-Feier der Grundsteinlegung am 15. August 1948 soweit wiederherzustellen, dass die von Kardinal Josef Frings gewünschten Feierlichkeiten im Dom stattfinden konnten. Weyres ließ das noch unrenovierte Langhaus nach Westen hin mit einer provisorischen Trennwand abschließen.
Eine wichtige Entscheidung trieb Weyres bereits 1945 voran: er überzeugte das Domkapitel davon, die Zeit der Wiederherstellungsarbeiten für archäologische Ausgrabungen unter dem Dom zu nutzen. Auf seinen Vorschlag wurde 1945 Otto Doppelfeld damit betraut. Bereits 1946 fand Doppelfeld bei den Grabungen Teile des Vorgängerbaus, weitere Ausgrabungen brachten Funde bis ins 4. Jahrhundert n. Chr. zum Vorschein. Weyres traf außerdem die als weitsichtig geltende Entscheidung, die Fundstätte rund zwei Meter unterhalb des heutigen Fußbodens nicht wieder zuzuschütten, sondern mit Beton statisch abzusichern und dauerhaft begehbar zu machen.
Die Wiederherstellungsarbeiten umfassten neben reinen Rekonstruktionen für Weyres immer auch Neuschöpfungen. Er engagierte junge und etablierte Künstler, die an den frei gestalteten Bauteilen, die nicht direkt die architektonische Form als Ganzes betrafen, zahlreiche moderne Elemente und Skulpturen einbrachten. Weyres' Nachfolger im Amt, sein Schüler Arnold Wolff, würdigte diese Arbeiten als „zeittypische Zonen junger, frischer Bildhauerkunst, die sich harmonisch in den Gesamtbestand der Kathedrale einfügen“; demgegenüber bedauerte Barbara Schock-Werner, Dombaumeisterin von 1999 bis 2012, die häufig mangelnde künstlerische oder handwerkliche Qualität.
Als künstlerisch gelungen gelten hingegen vor allem die neuen Südportal-Türen des Künstlers Ewald Mataré, dessen zusätzliche Vision einer radikal veränderten, flächigen Gesamtfassade des Südquerhauses allerdings nicht umgesetzt wurde.
Die zerstörte Orgel wurde durch eine neue ersetzt, für die Weyres eine völlig neue Betonkonstruktion an der Ostseite des nördlichen Querhauses errichten ließ. Die Bemalung der Unterseiten der Empore wurden vom Künstler Peter Hecker ausgeführt. Anders als das große, moderne Westfenster von Vincenz Pieper aus dem Jahr 1963, das unter Arnold Wolff 1980 wieder in den Zustand von 1870 zurückgebaut wurde, gehört die Orgelempore trotz eines gewissen ästhetischen Unmuts im Dom für Barbara Schock-Werner als typisches, erhaltenswertes Beispiel für Weyres' Wirken am Dom zum Gebäude dazu.

### Wirken als Diözesanbaumeister
Von 1946 bis 1956 war Weyres zusätzlich zu seiner Funktion als Dombaumeister auch Diözesanbaumeister für das Erzbistum Köln und damit verantwortlich für den Wiederaufbau der rund 200 zerstörten Kirchen im Erzbistum sowie rund 25 Neubauten. Er zog Architekten wie Dominikus und Gottfried Böhm, Rudolf Schwarz, Emil Steffann und Karl Band heran und förderte in dieser Zeit maßgeblich den modernen Kirchenbau. Der ehemalige Kölner Stadtkonservator Ulrich Krings würdigte Weyres als einen der „wichtigsten Anreger und Weichensteller“ der Architektur der 50er Jahre in Köln.
Unter denkmalpflegerischen Aspekten fiel Weyres Schaffen als Diözesanbaumeister und die seiner Zeitgenossen Karl Band und Wilhelm Hartmann in eine „schöpferische“ Phase, in der vorhandene Bau- und Kunstwerke erhalten und geschützt wurden, Zerstörtes jedoch nicht durch „nachahmende Kopien“, sondern durch moderne Neuschöpfungen ersetzt wurden.
Weyres als erfolgreich geltende Herangehensweise bei den Neubauten in der Diözese war von dem Gedanken geprägt, „den möglichst besten Architekten [heranzuziehen] und ihm dann das größtmögliche Maß an Freiheit [zu lassen]“
Neben der Wiederherstellung und Instandsetzung der Kirchen im Erzbistum zeichnete Weyres auch als Architekt verantwortlich für eine Reihe von Neubauten. Zusammen mit Günter Ständer realisierte Weyres 1953 die Pfarrkirche St. Mariä Himmelfahrt in Wuppertal-Nächstebreck, gemeinsam mit Kobes Bong u. a. die Pfarrkirche St. Bernhard in Wittlich und die Pfarrkirche St. Hedwig in Bonn. An der Wiederherstellung und Neuausstattung der Kölner romanischen Kirchen St. Maria im Kapitol und St. Pantaleon war Weyres ebenfalls beteiligt.

## Auszeichnungen
- Großkreuz des päpstlichen Silvesterordens (1972)[12]
- Bundesverdienstkreuz I. Klasse (1979)[13]
- Deutscher Preis für Denkmalschutz (1981)[12]

## Schriften
- Das Münster auf dem Maifeld. Münstermaifeld 1932.
- Der Georgsdom zu Limburg. Limburg 1935.
- Der Westbau von St. Viktor in Xanten. Aachen 1948.
- Neue Kirchen im Erzbistum Köln 1945–1956. Düsseldorf 1957.
- Kirchen. Handbuch für den Kirchenbau. München 1959.
- mit Albrecht Mann: Handbuch zur rheinischen Baukunst des 19. Jahrhunderts 1800–1880. Köln 1968.
- Entwurf zur Gestaltung der Rathaustürme des Aachener Rathauses, 1968, nicht ausgeführt
- mit Eduard Trier (Hrsg.): Kunst des 19. Jahrhunderts im Rheinland. 5 Bände, Düsseldorf 1979–1981.
- mit Otto Doppelfeld: Die Ausgrabungen im Dom zu Köln. Mainz 1980.
- Die vorgotischen Bischofskirchen in Köln. Köln 1988.